# 체술
체술(體術, 영문명 Chesool)*은 우리나라 고유 체력단련법이자 무술의 이름이다. 소설 "단" (김정빈 저, 정신세계사, 1984)으로 알려진 봉우 권태훈 선생님에 의해 1980년대 처음으로  대중에게 우리  민족의 역사와 함께 전해져 내려온 고유의 정신수련법과 체술, 각종 체력 증강법 등이 세상에 알려지게 되었다.
체술의 교육 체계는 그 동안 봉우 선생님 아래 체술을 배웠던 여러 제자들 중 무술인 정찬두 선생님에 의해 현대적인 체계를 갖추고 현대 교수법에 맞는 형태로 계승되었다. 본 연정원 체술회는 봉우 선생님과 여러 제자들의 증언과 시범에서 보여주는 체술의 원형  바탕 위에 정찬두 선생님의 현대적으로 확립된 형태의 수련 방법으로  체술의 계승과 발전을 모색하고자 한다.
연정원 체술회 (약칭 체술회)는 연정원 (www.dahn.org) 정기 교육을 받은 정식 회원들 중 체술 연마에 관심 있는 회원들이 서울 서초동 남부터미널 근처에 있던 정찬두 선생님의 도장에 모여 수련하곤 했었다. 현재 다시 신규 회원 모집을 위한 준비를 하고 있다.  체술회의 상징인 "황십자"는 지금의 물질 만능 세상을 극복하고 정신을 중요시하는 새로운 세계를 열어가자는 이념을 상징하며, 봉우 선생님 문하에서 같은 뜻에 동참하는 사람들이 사용하고 있다.  황십자는 체술 수련복에도 수 놓아져 있다.